# Le Secret de Clara (film)
Pour l’article homonyme, voir Le Secret de Clara (téléfilm).
Pour plus de détails, voir Fiche technique et Distribution.
Le Secret de Clara (Clara's Heart) est un film américain réalisé par Robert Mulligan, sorti en 1988.

## Fiche technique
- Titre original : Clara's Heart
- Titre français : Le Secret de Clara
- Titre québécois : Tendre Clara
- Réalisation : Robert Mulligan
- Scénario : Mark Medoff, d'après le roman de Joseph Olshan
- Directeur artistique : Steven Walker[1]
- Chef décorateur : Jeffrey Howard
- Décorateur de plateau : Anne H. Ahrens
- Costumes : Bambi Breakstone
- Maquillage : Medusah (makeup supervisor)
- Photographie : Freddie Francis
- Montage : Sidney Levin
- Musique : Dave Grusin
- Production : 
  - Producteur : Martin Elfand
  - Producteur exécutive : Marianne Moloney
  - Producteur associée : Daniel Franklin[2], David McGiffert, Albert J. Salzer
- Société(s) de production : MTM Enterprises, Warner Bros.
- Société(s) de distribution : (États-Unis) Warner Bros.
- Pays d'origine :  États-Unis
- Année : 1988
- Langue originale : anglais
- Format : couleur (Technicolor) – 35 mm  – 1,85:1 – Dolby
- Genre : drame
- Durée : 108 minutes
- Dates de sortie : 
  - États-Unis : 7 octobre 1988
  - France : directement en vidéo

## Distribution
- Whoopi Goldberg (VF : Maïk Darah) : Clara Mayfield
- Michael Ontkean : Bill Hart
- Kathleen Quinlan : Leona Hart
- Neil Patrick Harris : David Hart
- Spalding Gray : Peter Epstein
- Beverly Todd : Dora
- Hattie Winston : Blanche Loudon
- Jason Downs : Alan Lipsky
- Caitlin Thompson : Celeste
- Maria Broom : Felicia
- Wanda Christine : Lydia
- Maryce Carter : Babs
- Angel Harper : Rita
- Frederick Strother[3] : Bundy
- Joseph Muth[4] : Père Joe

## Distinctions

### Nominations
- Golden Globes 1989 :
  - Meilleur acteur dans un second rôle : Neil Patrick Harris
- Young Artist Awards 1989 :
  - Meilleur film familial - Drame
  - Meilleur jeune acteur dans un film dramatique : Neil Patrick Harris